# 抚北镇
抚北镇，是中国江西省抚州市临川区所辖的一个镇。

## 行政区划
抚北镇下辖以下村级行政区划单位
青莲山社区、北站社区、安塘社区、上源村、庄家村和金坪村。